# Fachstelle für Heimatmuseen
Die Fachstelle für Heimatmuseen war eine zentrale Institution der Deutschen Demokratischen Republik (DDR), die ihren Sitz in Halle (Saale) hatte und dem Ministerium für Kultur der DDR unterstellt war.
Sie wurde 1954 gegründet und diente der Anleitung, Professionalisierung und thematisch-ideologischen Ausrichtung der Heimatmuseen in der DDR. Erster Direktor der Fachstelle für Heimatmuseen war Heinz Knorr (1909–1996). Er übte diese Funktion bis 1961 aus. Unter seiner Leitung wurde mit der einheitlichen Inventarisierung der Museen in der DDR begonnen, die durch die Verordnung „Erfassung und Sicherung des staatlichen Eigentums im Bereich der Organe der staatlichen Verwaltung und staatlichen Einrichtungen – Inventarisation der musealen Objekte“ 1957 eingeführt wurde.
1958 gab die Fachstelle für Heimatmuseen die von Knorr verfasste Handreichung Inventarisation und Sammlung heraus. Gleichzeitig erschien ab 1958 die Fachzeitschrift Neue Museumskunde, die von der Fachstelle herausgegeben wurde und bis 1990 erschien. Das Ende der DDR bedeutete das Ende der Fachstelle für Heimatmuseen.